# 40
سنة 40 م (بالأرقام الرومانية: XL) كانت سنة كبيسة تبدأ يوم الجمعة (الرابط يظهر نموذج الجدول الزمني الكامل للسنة) من التقويم اليولياني. في ذلك الوقت كانت هذه السنة تعرف على أنها سنة تولي القنصلية من قبل أغسطس فقط من دون قنصل آخر (وتعرف على نطاق أضيق بسنة 793 من تاريخ تأسيس روما).بدأت تسمية السنة ب40 منذ العصور الوسطى المبكرة، عندما أصبح تقويم أنو دوميني هو الأسلوب السائد في أوروبا لتسمية السنوات.

## مواليد
- نيياس جولياس أغريقولا

## وفيات
- بطليموس الموريطني ملك نوميدي أبن الملك يوبا الثاني أبن يوبا الأول